# چنگیز لابازانوف
چنگیز سلیمانووویچ لابازانوف (روسی: Чингиз Сулейманович Лабазанов؛ زادهٔ ۱۸ آوریل ۱۹۹۱) یک کشتی‌گیر اهل روسیه است که در دسته میان‌وزن کشتی فرنگی فعالیت کرده‌است. او قهرمان کشتی جهان در سال ۲۰۱۴ و دارنده مدال برنز بازی‌های اروپایی ۲۰۱۵ است.